# Sierra Colorada
Sierra Colorada is een plaats in het Argentijnse bestuurlijke gebied Nueve juli in de provincie Río Negro. De plaats telt 1.374 inwoners.